# NGC 614
NGC 614 je čočková galaxie v souhvězdí Trojúhelník. Její zdánlivá jasnost je 12,7m a úhlová velikost 1,4′ × 1,4′. Je vzdálená 237 milionů světelných let, průměr má 95 000 světelných let. Galaxii objevil 13. září 1784 William Herschel. Pozdější pozorování Johna Hershela pravděpodobně také této galaxie z 11. listopadu a 16. listopadu 1827 byla katalogizována v pod čísly NGC 627 a NGC 618. 